# Peter Schappert
Peter J. Schappert (* 10. Juni 1962 in Pirmasens) ist ein deutscher katholischer Priester und Domkapitular des Bistums Speyer. Von 2005 bis 2007 war er Generalvikar, 2008 übernahm er das Amt des Offizials. Seit Februar 2009 leitet er die Hauptabteilung Finanzen und Immobilien des Bischöflichen Ordinariats Speyer. Am 17. Februar 2009 wählte ihn das Speyerer Domkapitel zum Domkustos. Von diesem Amt trat er Mitte des Jahres 2019 zurück.

## Leben

### Ausbildung
Nach dem Abitur studierte Schappert in München und Eichstätt Philosophie und Katholische Theologie. In München erwarb er nach dem Abschluss seiner Studien zusätzlich ein Lizenziat in Kirchenrecht. 
Die Priesterweihe empfing Schappert am 4. Juli 1992 im Speyerer Dom durch Bischof Anton Schlembach.

### Beruf
Schappert war zunächst Kaplan in Bad Bergzabern und Neustadt an der Weinstraße, bevor er 1996 seine erste Pfarrstelle in Dirmstein mit den angeschlossenen Pfarreien Großkarlbach und Laumersheim erhielt. 1997 übernahm er zusätzlich die Leitung des Pfarrverbands Grünstadt, 2001 wurde er zum Dekan des Dekanats Bad Dürkheim gewählt.
Bischof Schlembach ernannte Schappert am 4. April 2005 zum Generalvikar des Bistums Speyer, nachdem sein Vorgänger Josef Damian Szuba auf eigenen Wunsch die Stelle eines Hauptabteilungsleiters im Bischöflichen Ordinariat übernommen hatte. Kurz vor der Berufung zum Generalvikar war Schappert bereits in das Domkapitel aufgenommen worden.
Die Amtseinführung Schapperts fand am 6. April 2005 im Dom zu Speyer statt. Mit dem altersbedingten Rücktritt Bischof Schlembachs endete seine Amtszeit als Generalvikar am 10. Februar 2007. Dem Bischöflichen Bauamt, für das er ebenfalls zuständig gewesen war, stand er weiterhin vor.
Der neue Bischof Karl-Heinz Wiesemann betraute Schappert im März 2008 mit dem Amt des Offizials, des Vorsitzenden des Bischöflichen Gerichts. Schapperts Zuständigkeit für das Baudezernat blieb bestehen, ebenso seine Mitgliedschaft im Aufsichtsrat der römisch-katholisch orientierten LIGA Bank in Regensburg.
Seit Januar 2009 leitet Schappert die neue Hauptabteilung IV „Finanzen und Immobilien“ des Bischöflichen Ordinariats. Am 17. Februar 2009 wählte ihn das Domkapitel in das Amt des Domkustos. Dieses Amt gab er zum 30. Juni 2019 ab.
Im Mai 2015 wurde Peter Schappert zum Vorsitzenden des Aufsichtsrats der LIGA Bank gewählt.